# 2013年冬季世界大學運動會花式滑冰比賽
2013年冬季世界大學運動會花式滑冰比賽於2013年12月11日至12月215日在特倫托Trento Ghiaccio Arena舉行。

## 項目
| 項目     | 金牌                                           | 银牌                                                      | 铜牌                                                  |
| 男子單人 | 宋楠 · 中国（CHN）                             | Gordei Gorshkov · 俄罗斯（RUS）                           | 佐佐木彰生 · 日本（JPN）                              |
| 女子     | Sofia Biryukova · 俄罗斯（RUS）                | Valentina Marchei · 意大利（ITA）                         | Sofia Mishina · 俄罗斯（RUS）                         |
| 雙人     | Ksenia Stolbova / Fedor Klimov · 俄罗斯（RUS） | 叶夫根尼娅·塔拉索娃 / 弗拉基米尔·莫洛佐夫 · 俄罗斯（RUS） | Nicole Della Monica / 马泰奥·加里斯 · 意大利（ITA）   |
| 冰舞     | Pernelle Carron / Lloyd Jones · 法国（FRA）    | Julia Zlobina / 阿列克谢·西特尼科夫 · 阿塞拜疆（AZE）     | 维多利亚·西尼齐娜 / Ruslan Zhiganshin · 俄罗斯（RUS） |

## 外部連結
- 官方網站